# Lista światowego dziedzictwa UNESCO w Polsce
Lista światowego dziedzictwa UNESCO w Polsce – lista miejsc w Polsce wpisanych na listę światowego dziedzictwa UNESCO, ustanowionej na mocy Konwencji w sprawie ochrony światowego dziedzictwa kulturowego i naturalnego, przyjętej przez UNESCO na 17. sesji w Paryżu 16 listopada 1972 i ratyfikowanej przez Polskę 29 czerwca 1976 roku.
Obecnie (stan na 2023 rok) na liście znajduje się 17 obiektów: 15 dziedzictw kulturowych oraz 2 o charakterze przyrodniczym.
Na polskiej liście informacyjnej UNESCO – liście obiektów, które Polska zamierza rozpatrzyć do zgłoszenia do wpisu na listę światowego dziedzictwa – znajduje się 5 obiektów (stan na 2023 rok).
26 czerwca 2004 roku została założona Liga Polskich Miast i Miejsc UNESCO z siedzibą w Toruniu.

## Obiekty na liście światowego dziedzictwa UNESCO
Poniższa tabela przedstawia polskie obiekty na liście światowego dziedzictwa UNESCO:
Nr ref. – numer referencyjny UNESCO;
Obiekt – polskie tłumaczenie nazwy wpisu na liście wraz z jej angielskim oryginałem;
Położenie – miasto, województwo; współrzędne geograficzne;
Typ – klasyfikacja według Komitetu Światowego Dziedzictwa:
- kulturowe (K)
- przyrodnicze (P)
- kulturowo-przyrodnicze (K,P)

Rok wpisu – roku wpisu na listę i rozszerzenia wpisu
Opis – krótki opis obiektu wraz z informacjami o jego zagrożeniu.
     Wpisy transgraniczne
| Nr ref. | Obiekt | Zdjęcie                     | Położenie | Typ             | Rok                 | Opis |
| ------- | --- | --------------------------- | --- | --------------- | ------------------- | --- |
| 29      | Historyczne Centrum Krakowa Historic Centre of Kraków | Historyczne Centrum Krakowa | Kraków Województwo małopolskie 50°03′43,5″N 19°56′12,8″E/50,062090 19,936880 | K (iv)          | 1978 2010           | Wpis obejmuje krakowskie Stare Miasto, Zamek Królewski na Wawelu, dawne przedmieście Stradom, dawne miasto Kazimierz. |
| 32      | Królewskie Kopalnie Soli w Wieliczce i Bochni Wieliczka and Bochnia Royal Salt Mines |                             | Wieliczka, Bochnia Województwo małopolskie 49°59′00,5″N 20°03′05,9″E/49,983472 20,051639 49°58′08,9″N 20°25′02,1″E/49,969139 20,417250 | K (iv)          | 1978 2008 2013      | Złoża soli kamiennej wydobywane są od XIII wieku. Od XIII wieku do 1772 roku obie kopalnie wchodziły w skład żup krakowskich. W 2007 roku Wieliczka została uznana za jeden z siedmiu cudów Polski. |
| 31      | Auschwitz-Birkenau. Niemiecki nazistowski obóz koncentracyjny i zagłady (1940–1945) Auschwitz Birkenau. German Nazi Concentration and Extermination Camp (1940-1945)                                   |                             | Oświęcim, Brzezinka Województwo małopolskie 50°02′14,7″N 19°10′26,8″E/50,037431 19,174100 | K (vi)          | 1979                | Największy niemiecki obóz zagłady, zlokalizowany w Oświęcimiu. Badania historyczne wykazały, że wymordowano tutaj 1,5 miliona ludzi, z czego przeważającą większość stanowili Żydzi. |
| 33      | Puszcza Białowieska Białowieża Forest |                             | Województwo podlaskie 52°38′56,0″N 23°49′34,9″E/52,648896 23,826370 | P (ix)(x)       | 1979 1992 2014      | Puszcza Białowieska to ogromny obszar lasów pierwotnych, na których występuje duża bioróżnorodność gatunkowa. Występuje tutaj najliczniejsza populacja żubra europejskiego. Wpis transgraniczny z Białorusią. |
| 30      | Stare Miasto w Warszawie Historic Centre of Warsaw |                             | Warszawa Województwo mazowieckie 52°14′59,3″N 21°00′43,9″E/52,249800 21,012200 | K (ii)(vi)      | 1980 2014           | W sierpniu 1944 roku 85% zabudowy Starego Miasta zostało zniszczone przez oddziały hitlerowskie. Po wojnie podjęto odbudowę kościołów, pałaców oraz Rynku Starego Miasta. Jednymi z ważniejszych zabytków są: Zamek Królewski, Plac Zamkowy oraz bazylika archikatedralna św. Jana Chrzciciela. |
| 564     | Stare Miasto w Zamościu Old City of Zamość |                             | Zamość Województwo lubelskie 50°43′14,2″N 23°15′31,0″E/50,720600 23,258600 | K (iv)          | 1992                | Zamość został założony w XVI wieku przez hetmana wielkiego koronnego Jana Zamoyskiego. Miasto zostało zaprojektowane przez włoskiego architekta Bernardo Morando. Zamość jest przykładem „idealnego renesansowego miasta” z końca XVI wieku. |
| 835     | Średniowieczny zespół miejski Torunia Medieval Town of Toruń |                             | Toruń Województwo kujawsko-pomorskie 53°00′41,1″N 18°36′41,9″E/53,011420 18,611640 | K (ii)(iv)      | 1997                | W połowie XIII wieku Zakon Krzyżacki wybudował w Toruniu zamek służący za bazę wypadową. Miasto odgrywało również istotną rolę w międzynarodowym handlu, dzięki przynależności do Hanzy. |
| 847     | Zamek krzyżacki w Malborku Castle of the Teutonic Order in Malbork |                             | Malbork Województwo pomorskie 54°02′23″N 19°01′40″E/54,039722 19,027778 | K (ii)(iii)(iv) | 1997                | Warowny zamek wzniesiony w 1298 i rozbudowany w 1309 roku. Pełnił funkcję siedziby wielkich mistrzów zakonu krzyżackiego. Zamek jest klasycznym przykładem średniowiecznego zamku wybudowanego w stylu gotyckim ceglanym. W 1945 roku został zniszczony, a w 1947 roku zrekonstruowany. |
| 905     | Kalwaria Zebrzydowska: manierystyczny zespół architektoniczny i krajobrazowy oraz park pielgrzymkowy Kalwaria Zebrzydowska: the Mannerist Architectural and Park Landscape Complex and Pilgrimage Park |                             | Kalwaria Zebrzydowska Województwo małopolskie 49°51′37,1″N 19°40′14,6″E/49,860306 19,670722 | K (ii)(iv)      | 1999                | Sanktuarium jest jednym z ważniejszych miejsc kultów pasyjnego i maryjnego oraz stanowi cel pielgrzymek. W skład zespołu wchodzą również pobliska bazylika oraz klasztor. Miejsce to jest często nazywane Polską Jerozolimą. |
| 1054    | Kościoły Pokoju w Jaworze i Świdnicy Churches of Peace in Jawor and Świdnica |                             | Jawor, Świdnica Województwo dolnośląskie 51°03′14,3″N 16°11′20,4″E/51,053960 16,189010 50°50′46,5″N 16°29′29,9″E/50,846250 16,491639 | K (iii)(iv)(vi) | 2001                | Kościoły Pokoju w Jaworze i Świdnicy są największymi w Europie budowlami sakralnymi wybudowanymi z muru pruskiego. Zostały wzniesione w połowie XVII wieku, w następstwie pokoju westfalskiego. |
| 1053    | Drewniane kościoły południowej Małopolski – Binarowa, Blizne, Dębno, Haczów, Lipnica Murowana, Sękowa Wooden Churches of Southern Małopolska                                                           |                             | Binarowa, Dębno, Lipnica Dolna, Sękowa Województwo małopolskie Blizne, Haczów Województwo podkarpackie 49°45′28,8″N 21°13′08,8″E/49,758000 21,219100 49°27′59,4″N 20°12′43,2″E/49,466500 20,212000 49°51′37,4″N 20°31′50,2″E/49,860400 20,530600 49°37′50,1″N 21°11′09,8″E/49,630583 21,186056 49°45′02,2″N 21°58′34,6″E/49,750621 21,976279 49°40′13,3″N 21°53′24,3″E/49,670361 21,890083 | K (iii)(iv)     | 2003                | Wpis na listę światowego dziedzictwa UNESCO obejmuje 6 kościołów położonych w województwach małopolskim i podkarpackim. Do ich budowy wykorzystano technikę zrębową, powszechną w Europie Północnej i Wschodniej w średniowieczu. |
| 1127    | Park Mużakowski Muskauer Park / Park Mużakowski |                             | Łęknica Województwo lubuskie 51°32′51,2″N 14°43′23,6″E/51,547559 14,723229 | K (i)(iv)       | 2004                | Park o powierzchni ok. 550 ha położony jest po obu stronach rzeki Nysy Łużyckiej. Został założony przez księcia Hermanna Ludwiga Heinricha von Pückler-Muskau w latach 1815–1844. Wpis transgraniczny z Niemcami. |
| 1165    | Hala Stulecia we Wrocławiu Centennial Hall in Wrocław |                             | Wrocław Województwo dolnośląskie 51°06′25″N 17°04′38″E/51,106944 17,077222 | K (i)(ii)(iv)   | 2006                | Hala widowiskowo-sportowa we Wrocławiu wzniesiona w latach 1911–1913 według projektu Maxa Berga. Kopuła hali wznosi się na wysokość 23 metrów. Hala może pomieścić 6000 osób. |
| 1424    | Drewniane cerkwie w polskim i ukraińskim regionie Karpat Wooden Tserkvas of the Carpathian Region in Poland and Ukraine                                                                                |                             | Brunary, Kwiatoń, Owczary, Powroźnik Województwo małopolskie Chotyniec, Radruż, Smolnik, Turzańsk Województwo podkarpackie 50°10′35,4″N 23°24′03,2″E/50,176500 23,400900 49°57′10,8″N 23°00′09,4″E/49,953000 23,002600 49°12′34,6″N 22°41′16,1″E/49,209600 22,687800 49°22′09,1″N 22°07′44,0″E/49,369200 22,128900 49°22′10,6″N 20°57′01,1″E/49,369600 20,950300 49°35′18,9″N 21°11′29,6″E/49,588592 21,191544 49°30′03,2″N 21°10′25,3″E/49,500900 21,173700 49°32′02,8″N 21°01′57,4″E/49,534100 21,032600 | K (iii)(iv)     | 2013                | Położone na wschodnich obrzeżach Europy Środkowej cerkwie zostały wzniesione w okresie od XVI do XIX wieku. Posiadają konstrukcję zrębową. Według typów architektonicznych wyróżnia się cerkwie halickie, łemkowskie, bojkowskie i huculskie. Wpis transgraniczny z Ukrainą. |
| 1539    | Kopalnia rud ołowiu, srebra i cynku w Tarnowskich Górach oraz system gospodarowania wodami podziemnymi Tarnowskie Góry Lead-Silver-Zinc Mine and its Underground Water Management System               |                             | Tarnowskie Góry, Bytom, Zbrosławice Województwo śląskie 50°26′33,7″N 18°51′04,4″E/50,442700 18,851230 | K (i)(ii)(iv)   | 2017                | Kopalnia znajduje się na Górnym Śląsku, jednym z głównych obszarów wydobywczych w Europie Środkowej. Obiekt obejmuje w całości podziemną kopalnię wraz ze sztolniami, szybami, galeriami, pobliskim parkiem oraz systemem gospodarowania wodami podziemnymi. |
| 1599    | Krzemionkowski region pradziejowego górnictwa krzemienia pasiastego Krzemionki Prehistoric Striped Flint Mining Region                                                                                 |                             | Między Sudołem a Magoniami Województwo świętokrzyskie 50°58′21,6″N 21°29′47,4″E/50,972675 21,496514 | K (iii)(iv)     | 2019                | Zlokalizowane w regionie Gór Świętokrzyskich Krzemionki to rezerwat archeologiczny chroniący zespół kopalń krzemienia. Zostały odkryte w 1922 roku przez Jana Samsonowicza. Na ich terenie zlokalizowano ok. 2700 szybów. |
| 1133    | Pradawne i pierwotne lasy bukowe Karpat i innych regionów Europy Ancient and Primeval Beech Forests of the Carpathians and Other Regions of Europe                                                     |                             | 49°00′00″N 15°00′00″E/49,000000 15,000000 | P (ix)          | 2007 2011 2017 2021 | Zespół względnie nienaruszonych europejskich lasów bukowych. Od końca ostatniej epoki lodowcowej buk europejski zaczął się rozprzestrzeniać na terenach Alp, Karpat, Dinaryd oraz Pirenejów. Udana ekspansja na całym kontynencie europejskim jest powiązana z szeroką tolerancją na różne warunki klimatyczne. Wpis transgraniczny z Albanią, Austrią, Belgią, Bośnią i Hercegowiną, Bułgarią, Chorwacją, Czechami, Francją, Hiszpanią, Macedonią Północną, Niemcami, Rumunią, Słowacją, Słowenią, Szwajcarią, Ukrainą oraz Włochami. |

## Obiekty na polskiej liście informacyjnej UNESCO
Poniższa tabela przedstawia obiekty na polskiej liście informacyjnej UNESCO:
Nr ref. – numer referencyjny UNESCO;
Obiekt – polska nazwa obiektu wraz z jej angielskim oryginałem na polskiej liście informacyjnej;
Położenie – miasto, województwo; współrzędne geograficzne;
Typ – klasyfikacja według zgłoszenia:
- kulturowe (K),
- przyrodnicze (P),
- kulturowo–przyrodnicze (K,P);

Rok wpisu – roku wpisu na listę informacyjną;
Opis – krótki opis obiektu wraz z informacjami o jego zagrożeniu.
| Nr ref. | Obiekt | Zdjęcie | Położenie                                                                             | Typ             | Rok  | Opis |
| ------- | --- | ------- | ------------------------------------------------------------------------------------- | --------------- | ---- | --- |
| 530     | Gdańsk – miasto wolności i pamięci Gdansk – Town of Memory and Freedom                                                                                     |         | Gdańsk Województwo pomorskie 54°20′51″N 18°38′43″E/54,347500 18,645278                | K (ii)(iv)(vi)  | 2005 | Gdańsk był świadkiem kilku kluczowych wydarzeń w historii Europy, m.in. pierwszej bitwy II wojny światowej, oraz początków ruchu „Solidarności” w Stoczni Gdańskiej. Ponadto na zabytkowym Głównym Mieście znajduje się wiele budynków w stylach gotyckim i renesansowym. |
| 2101    | Kanał Augustowski The Augustów Canal (Kanal Augustowski)                                                                                                   |         | Województwo podlaskie 53°52′00″N 22°58′00″E/53,866667 22,966667                       | K               | 2006 | Kanał Augustowski został zbudowany w latach 1823–1839, aby zapewnić bezpośrednie połączenie dwóch głównych rzek, Wisły oraz Niemna. Koniec kanału znajduje się na terytorium Białorusi. |
| 2102    | Pieniński Przełom Dunajca The Dunajec River Gorge in the Pieniny Mountains                                                                                 |         | Województwo małopolskie 49°24′00″N 20°24′00″E/49,400000 20,400000                     | P               | 2006 | Przełom rzeki Dunajec w Pieninach ma ok. 8 km długości. Na tym obszarze występuje duża bioróżnorodność gatunkowa. Dużą popularnością cieszą się spływy kajakowe oraz pontonowe. |
| 6431    | Modernistyczne śródmieście Gdyni – przykład budowy zintegrowanej społeczności Modernist Centre of Gdynia – the example of building an integrated community |         | Gdynia Województwo pomorskie 54°31′09″N 18°32′22″E/54,519167 18,539444                | K (ii)(iv)(v)   | 2019 | Gdynia zaczęła się rozwijać w trakcie dwudziestolecia międzywojennego, przez co duża część zabudowy miasta jest wybudowana w stylu modernistycznym. Styl ten cechował się białymi elewacjami budynków, co sprawiło, że przedwojenna Gdynia nosiła miano „białego miasta”. |
| 6759    | Młyn papierniczy w Dusznikach-Zdroju Paper Mill in Duszniki-Zdrój                                                                                          |         | Duszniki-Zdrój Województwo dolnośląskie 50°24′16,2″N 16°23′44,7″E/50,404497 16,395746 | K (iii)(iv)     | 2019 | Młyn papierniczy w Dusznikach-Zdroju jest jedną z najstarszych zachowanych papierni w Europie. Został wybudowany w XVI wieku, a w 1968 roku w tym miejscu otwarto muzeum. |
| 6878    | Historyczny kompleks górnictwa węglowego w Zabrzu (XVIII–XX w.) Historical coal-mining complex in Zabrze (eighteenth–twentieth centuries)                  |         | Zabrze Województwo śląskie 50°17′44″N 18°48′21″E/50,295556 18,805833                  | K (ii)(iii)(iv) | 2025 | Nominacja obejmuje tereny trzech dawnych kopalni antracytu (lub węgla kamiennego). Wydobycie w skali przemysłowej rozpoczęło się pod koniec XVIII wieku, a zakończyło pod koniec XX wieku. Sztolnia Królowa Luiza (na zdjęciu obok) została przekształcona w muzeum w 1993 roku. Tereny te obrazują rozwój technologiczny związany z wydobyciem węgla, a także związane z nim tradycje kulturowe górników i innych osób związanych z kopalniami. |